# Klenovics György
Klenovics György, Klenovics György József, Klenovits (Pest, 1870. március 9. – Budapest, Ferencváros, 1946. április 16.) színész, rendező.

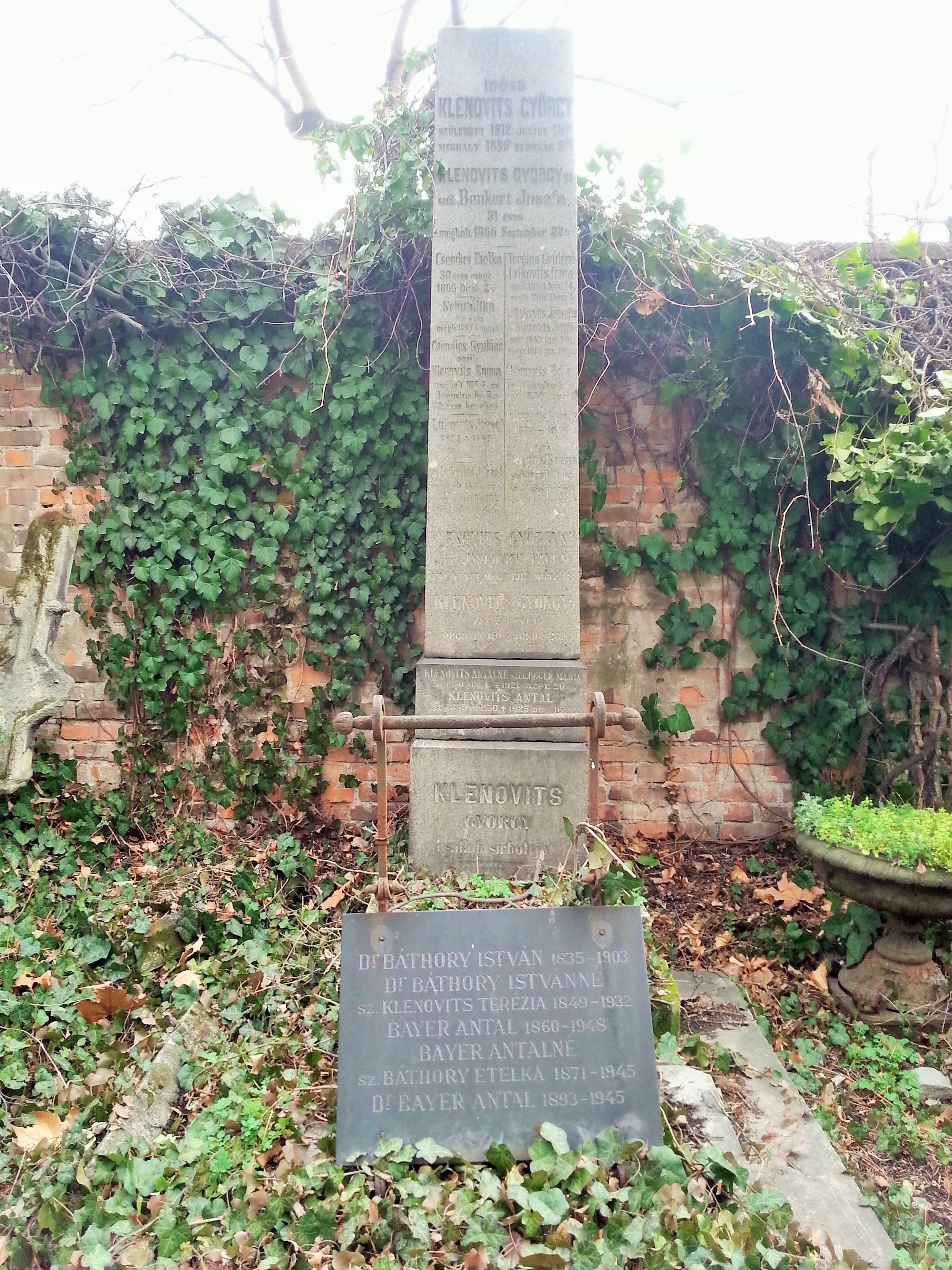
Sírja a Fiumei úti sírkertben (Jobb oldali falsírboltok J-174)

## Életútja
Jómódú és közbecsülésben álló patrícius családból származott, szülei, Klenovics György Antal cukrász, magánzó és Jankovics Paula különös gonddal neveltették. Gimnáziumi tanulmányát Budapesten elvégezte, 1889. szeptember havában beiratkozott az Országos Színművészeti Akadémiára, ahol tanárai, Paulay Ede, Nagy Imre, Náday Ferenc és Újházi Ede nagy jövőt jósoltak a jóalakú, széporgánumú és képzett ifjúnak. Magyarország úgyszólván minden nagy vidéki városában felkapott és keresett művész volt. Győr, Kolozsvár, Debrecen, Temesvár, Nagyvárad, Pozsony, Fiume, Miskolc, Szeged és Pécs városaiban voltak nagy és számottevő sikerei oly elsőrangú igazgatók vezetése alatt, mint Makó Lajos, Tiszay Dezső, Ditrói Mór, Megyeri Dezső, Dobó Sándor, Somogyi Károly, Krecsányi Ignác, Balla Kálmán, Palágyi Lajos. A Nemzeti Színházban Somló Sándor igazgatása alatt két ízben vendégszerepelt nagy sikerrel, Essex grófban és Hamletben. 1903. február 3-án Debrecenben feleségül vette Tóth Margit Ilona (szül. Bp., 1878. június 12.) színésznőt, a menyasszony tanúja Palágyi Lajos színész volt. 1924-ben Pécsett működött, majd 1925. szeptemberben visszavonult a színpadtól. 1937-ben Budapesten, a Ferencvárosban házasságot kötött a nála 12 évvel fiatalabb Beke Vilma Olgával. Halálát húgyvérűség okozta.

## Fontosabb szerepei
- Shakespeare-szerepek (Marcus Brutus, Julius Caesar, Macbeth, Coriolanus, Hamlet, Lear és Othello)
- Ádám (Madách I.: Az ember tragédiája)
- Bánk bán (Katona J.)
- Konstantin (Herczeg F.: Bizánc)
- Laci (Rákosi J.: Magdolna)
- John Gabriel Borkmann (Ibsen)
- Ferdinánd (Schiller: Ármány és szerelem).
- Timár Mihály (Aranyember)
- Ocskay brigadéros
- Bannay Gerő (Rang és mód)
- Baracs Imre (Bor)
- Faust
- Essex gróf
- Moor Károly (Haramiák)
- Des Prunelles (Váljunk el)
- Hjalmar Ekdal (Vadkacsa)
- Giorgione (Gozsdu Elek: A félisten)
- Don Caesar de Bazan

## Működési adatai
1892–98: Kolozsvár; 1895: Debrecen; 1898–1900: Győr; 1900–08: Temesvár, Debrecen, Nagyvárad, Szeged; 1908: Temesvár-Buda; 1909–11: Pozsony, Városligeti Színház; 1915–23: Miskolc, Szeged; 1924: Pécs.